# Iset (dochter van Amenhotep III)
Iset of Aset was een prinses uit de 18e dynastie van Egypte.

## Familie
Isis was een van de dochters van oud-Egyptische farao Amenhotep III en zijn grote koninklijke vrouwe Teye. Ze was een zuster van Akhenaten. Isets andere broer was kroonprins Thoetmosis.
Haar naam is de originele Oudegyptische versie van de naam Isis. Waarschijnlijk was zij de tweede dochter van het koninklijk paar (na Sitamun). Zij werd echtgenote van haar vader in het jaar 34, rond de tijd van Amenhoteps tweede sed festival.
Haar afbeelding komt voor in de tempel van Soleb, in gezelschap van haar ouders en haar zuster Henuttaneb, en op een carneoolplaket (thans in het Metropolitan Museum of Art te New York) met Henuttaneb, voor hun beider ouders. Een kistje met een paar Kohl-tubes behoorde haar waarschijnlijk toe.
Na de dood van haar vader wordt zij niet langer vernoemd.